# Taga-Roostoja
Koordinaten: 59° 6′ N, 27° 10′ O
Taga-Roostoja ist ein Dorf (estnisch küla) in der Landgemeinde Alutaguse (bis 2017 Iisaku). Es liegt im Kreis Ida-Viru (Ost-Wierland) im Nordosten Estlands.
Das Dorf hat neun Einwohner (Stand 2011).